# Hypsiboas tetete
Espèce
Hypsiboas tetete est une espèce d'amphibiens de la famille des Hylidae.

## Répartition
Cette espèce se rencontre entre 180 et 420 m d'altitude :
- en Équateur dans la province de Napo ;
- au Pérou dans la région de Loreto.

## Description
Les 5 spécimens adultes mâles observés lors de la description originale mesurent entre 31,15 mm et 32,24 mm de longueur standard et les 2 spécimens adultes femelles observés lors de la description originale mesurent entre 45,33 mm et 45,85 mm de longueur standard.

## Étymologie
Cette espèce est nommée en l'honneur des Teteté, peuple aujourd'hui disparu.

## Publication originale
- Caminer & Ron, 2014 : Systematics of treefrogs of the Hypsiboas calcaratus and Hypsiboas fasciatus species complex (Anura, Hylidae) with the description of four new species. ZooKeys, no 370, p. 1–68 (texte intégral).